# Il Grande Mazinga contro Getta Robot
Il Grande Mazinga contro Getta Robot (グレートマジンガー対ゲッターロボ,?, Great Mazinger tai Getter Robot) è un cortometraggio d'animazione  del 1975 diretto da Masayuki Akehi.
Film basato sulle serie TV Grande Mazinga e Getta Robot, entrambe ideate dal celebre mangaka giapponese Gō Nagai. Uscì in Giappone il 21 aprile 1975.

## Trama
Una misteriosa astronave aliena lancia un terrificante mostro dalle sembianze di un rettile con zampe di ragno all'attacco di Yokohama. Il mostro si nutre di metallo e divora qualsiasi struttura per cominciare la propria metamorfosi. La squadra Getta, composta da Ryo, Hayato e Musashi, interviene immediatamente per respingere gli invasori e battere sul tempo il rivale Tetsuya Tsurugi con il suo Grande Mazinga. La competizione tra i due team, però, fa sì che essi si ostacolino a vicenda, ed entrambi i robot riportano gravi danni, mettendo così a repentaglio la sicurezza della Terra. Solo una volta compresa la necessità di collaborare, i giovani piloti riescono a sconfiggere il nuovo nemico, nel frattempo mutato ulteriormente e divenuto un gigantesco droide munito di devastanti armi.

## Distribuzione

### Edizione italiana
In Italia ne uscì una prima versione come terzo episodio del film di montaggio Mazinga contro gli UFO Robot, distribuito nelle sale italiane nel 1978.
Nel 1998 la Dynamic Italia lo ha pubblicato in VHS nella sua forma originaria con due diversi doppiaggi, uno con i nomi già utilizzati nell'edizione televisiva italiana delle due serie, e l'altro con i nomi originali dell'edizione giapponese. È stato poi ripubblicato in DVD e Blu-ray Disc da Yamato Video nel 2015.